# 伊方村

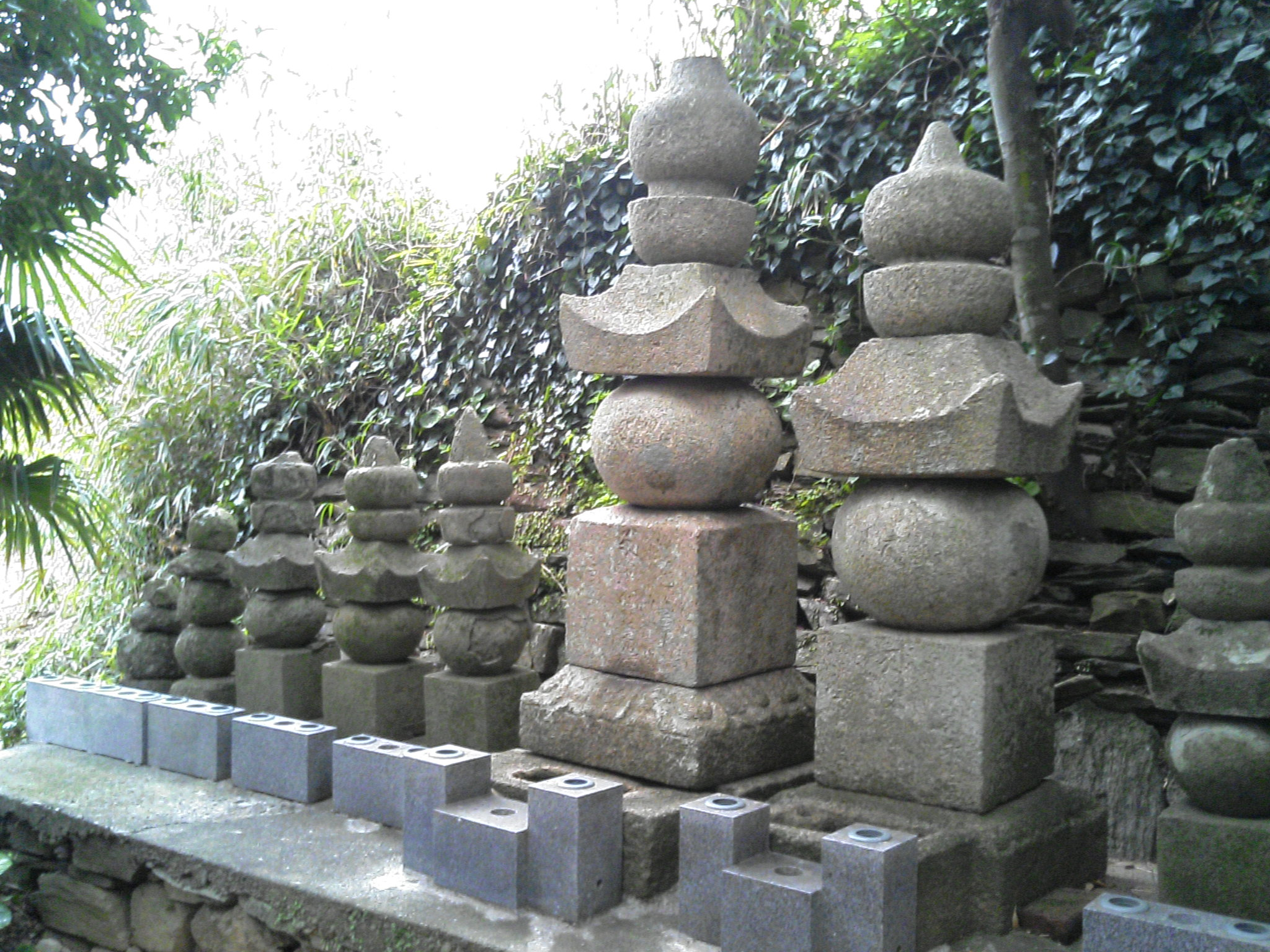
妙楽寺の五輪塔

伊方村（いかたむら）は、1955年（昭和30年）まで愛媛県西宇和郡にあった村である。
現在の伊方町の東部、佐田岬半島のほぼ中央に位置する農漁村であった。

## 地理
現在の伊方町の東部、八幡浜市と接する地域。佐田岬半島のほぼ中央で、北を伊予灘に、南を宇和海に面している。中央には南北に佐田岬半島を形成する山地が東西に横たわっている。東に磯津村および川之石町に、西は町見村に接している。宇和海側の入り江にいくつかの集落が点在している。伊予灘側はけわしい海岸が続く。
地名の由来
- 近世の初期には既に一帯は伊方浦と呼ばれていた。「伊方」そのものの語源については定説はみられない。

島
- 黒島、烏島: いずれも無人島となっているが、黒島には古今著聞集に鼠の古話が伝えられる。

## 歴史
古代 - 中世
- 当村を含む佐田岬半島基部一帯は古くは矢野保と呼ばれ、平氏が権勢を誇った時期には当地域は池大納言平頼盛の領地であったとされる（吾妻鏡）。これを頼ってか、壇ノ浦の戦いで敗れた平家の落人が伊予灘に面した伊方越にたどり着いたとされる。落人伝説とともに退ケ浦、勝負ケ崎、赤旗などの地名や祠が残っている。
- 古今著聞集に黒島の名が見えることから、当時は鰯漁のため、この付近に既に人が住み着いていたものと推察される。
- 戦後末期、当村一帯は宇都宮房綱の勢力下にあり、藤原義通により中浦に丸岡城が築かれたが、元亀年間に土佐一条勢によって落城した。

近世、藩政期
- 宇和島藩領。
- 1674年（延宝2年） - 辻家が伊方浦の庄屋となる。大網元として君臨。後に辻家により黒島の開発が行われ藩から永久所有を許された。
- 1830年（文政13年） - 伊方騒動発生。
庄屋辻長次兵衛は権勢をほしいままにし、隠居し、その子・喜平太に庄屋を譲ってからも横暴をきわめていたため、農魚民の不満が爆発、伊方騒動（農民一揆）が発生。春先に浦民が藩に直訴するも、藩の処置が比較的穏便なものであったため、3月に浦の住人約800人が大洲藩領・肱川河原へ逃散する騒ぎとなった。長次兵衛は戸島に流罪に、喜平太は矢野保に所替え、首謀者は死罪、加担した浦人のうち10名余は所替えとなった。

明治以降
- 1889年（明治22年）12月15日 - 町村制・市制施行時に伊方浦がそのまま伊方村となる。
- 1889年（明治22年） - 伊方巡査駐在所設置。
- 1897年（明治30年） - 西南銀行伊方支店設置（後の伊予銀行伊方支店）。
- 1903年（明治36年） - 伊方漁業組合設置。
- 1911年（明治44年） - 杜氏・蔵夫組合成立。
- 1914年（大正3年） - 佐々木長治が湊浦に伊方実践学校を設立。
- 1922年（大正11年） - 電灯ともる。
- 1948年（昭和23年） - 湊浦と八幡浜との間にバスが開通。
- 1949年（昭和24年） - 字大浜を中心にウンシュウミカン栽培が軌道に乗る。
- 1955年（昭和30年）3月31日 - 町見村との合併、町制施行により伊方町となる。

```
伊方村の系譜
（町村制実施以前の村）（明治期）
　　　　　　　　　　　町村制施行時　　　　　　　　　合併、町制
伊方浦　━━━━━━━　伊方村　━━━━━━┓　（昭和30年3月31日）
                                            ┣━━━　伊方町
九町浦　━━━┓　　　　                    ┃
　　　　　　　┣━━━　町見村　━━━━━━┛
二見浦　━━━┛

（注記）伊方町の平成の合併の系譜については、伊方町の記事を参照のこと。

```

## 地域
藩政期に11の枝浦に編成され、それが小字として明治以降も続いた。
湊浦（古くは佐瀬部）、河内、仁田之浜、中之浜、大浜、中浦、小中浦、川永田、豊之浦（古くは宿名）、亀浦（古くは茅）、伊方越。このうち亀浦と伊方越のみ伊予灘側。

## 行政
役場
字湊浦におかれていた。

## 経済

### 産業
農漁業
藩政期には鰯漁がさかんで、網数で宇和島藩のなかでも最多であった。しかし、明治に入り次第に衰微し、農業に転換していった。明治20年代末に桑の新種が導入され、昭和にかけて養蚕が盛んになり、900戸の農家が従事していたとされる。『大日本篤農家名鑑』によれば、伊方村の篤農家は「藤井静一、天徳源蔵、加藤勇蔵、木戸伊勢蔵、亀井重太郎、菊池辻太郎、吉本彌太郎、宮本甚吉、田中縫太郎、島本千代吉、袋口彌平次、稲月倉太郎、末光圓蔵、山下鶴松、渡邊嘉七、藤井修吉、竹中政次郎、辻長蔵」などがいた。製糸工場も湊浦を中心に15ヵ所を数えた。
昭和20年代なかばになってウンシュウミカンの栽培が盛んになり、鰯漁、養蚕に替わっての主力産業となった。伊方実践農学校は農業後継者の育成に加え女性の農業教育も行い、伊方杜氏として働きに出た男子に換わって農業を担うなど、その人材育成に果たした役割は、当村だけ留まらず、多大なものがあった。その他農産物では、櫨、麦、甘藷類。育牛。
伊方杜氏
起源には確たるものはないが、櫨実絞りや干鰯の行商などを通じて技術を習得したのが始まりではないかといわれ、19世紀半ばには既に出作りは行なわれていた。11月から3月にかけての農閑期に酒造所に杜氏や蔵夫として出かけ、伊方杜氏として名を馳せた。昭和初期には杜氏・蔵夫合わせて600人を数え、この頃がピークで、徳島、香川、大分、遠くは朝鮮半島や台湾にも出かけていた。
工場
- 佐々木酒醤油醸造場 - 生産品目は清酒、開業年月は明治23年8月、代表者は佐々木隆孝[2]。
- 西本酒造場 - 生産品目は清酒、酒粕、開業年月は明治15年12月、代表者は西本松太郎[2]。

## 交通
鉄道は通っていない。山が海に迫る地形の関係から陸路の交通は不便であった。佐田岬半島の南側（宇和海側）の地域はいずれもそうであったが、海上を浦々にめぐる船が重要な交通手段であった。戦後になって、八幡浜と湊浦とを結ぶバス路線が開通している。